# Joseph Lederer
Joseph Lederer, al secolo Anton (Ziemetshausen, 15 gennaio 1733 – Ulm, 22 settembre 1796), è stato un compositore e didatta tedesco.

## Biografia
Figlio di Ulrich Lederer, tessitore, crebbe ad Ulm dove frequentò il ginnasio del convento "Zu den Wengen".
Presso tale convento ricevette, nel 1754, l'ordinazione diaconale.
Ad Ulm, Lederer insegnò per lungo tempo teologia, e di lui si era diffusa la fama di uomo diligente ma nel contempo estremamente intransigente.
La sua polemica nei confronti della Chiesa Evangelica gli causò forti rimproveri, anche da parte dei magistrati di Ulm: il 14 maggio 1762 Lederer "avrebbe tenuto una predica talmente forte e scandalosa, che gli ascoltatori cattolici si meravigliarono di come un religioso potesse essere così arrogante, di predicare diverbi in una città totalmente evangelica".
Pochi anni prima della sua morte, sopraggiunse una malattia mentale dalla quale Lederer non si riprese più.

## Opere
La maggior parte dell'Opera di Lederer consiste nei Singspiele. Composti presumibilmente per il ginnasio del convento di Ulm, la musica di questi ultimi è però andata perduta.
Nel 1778 andò in scena Moritz und Ismael, rielaborazione di Lederer su una commedia di J. Engel (Der Edelknabe, 1774), che venne però duramente criticata da F. Nicolai, il quale la definì "povera poesuccia monacale".
Le opere di Lederer, semplici sul piano della forma, si mantengono fedeli all'uso orchestrale dei tempi.
L'unica opera strumentale documentabile è Apparatus Musicus, una raccolta di versetti (Versi), toccate (Präambuln) e sonate in tre tempi.
Lederer scrisse anche opere didattiche, tra cui Neue und erleichterte Art zu Solmisieren ("Nuovo modo facilitato di solmisazione"), opera nella quale, peraltro, Lederer si schiera a favore dell'antica prassi della solmisazione.
Non è difficile pensare che Lederer abbia goduto di buona fama mentre era in vita, dato che le sue opere furono pubblicate dalla prestigiosa Lotter-Verlag di Augusta.

## Curiosità
Nel luglio 1763, Wolfgang Amadeus Mozart e suo padre Leopold visitarono il convento di Ulm e probabilmente anche l'organo costruito nel 1761 da F. Schmahl: Lederer deve presumibilmente aver fatto conoscenza quindi con la famiglia Mozart.